# Episodi di Human Resources (seconda stagione)
La seconda e ultima stagione della serie animata Human Resources, composta da 10 episodi, è stata interamente pubblicata dal servizio di video on demand Netflix il 9 giugno 2023, nei paesi in cui il servizio è disponibile.
| nº | Titolo originale                 | Titolo italiano                             | Pubblicazione |
| -- | -------------------------------- | ------------------------------------------- | ------------- |
| 1  | The Jizz Mitzvah                 | Lo sperma mitzvah                           | 9 giugno 2023 |
| 2  | The Tell-Tale Dick               | Il c***o rivelatore                         | 9 giugno 2023 |
| 3  | Total RePaul                     | Il nuovo Paul                               | 9 giugno 2023 |
| 4  | A League of Their Hormone        | Il campionato di softball dell'ufficio      | 9 giugno 2023 |
| 5  | Rochelle, Rochelle               | Rochelle, Rochelle                          | 9 giugno 2023 |
| 6  | Paul Me By Your Name             | Io mi chiamo Paul                           | 9 giugno 2023 |
| 7  | Tony: The Life of an Office Cold | Tony o la vita di un raffreddore in ufficio | 9 giugno 2023 |
| 8  | Pity Party                       | Il party della pietà                        | 9 giugno 2023 |
| 9  | On the Daughterfront             | Scontro padre-figlia                        | 9 giugno 2023 |
| 10 | Yipee Ki-Hate, Motherf**ker      | Fatti sotto, figlia di pu**ana piena d'odio | 9 giugno 2023 |